# 奇异狸藻
奇异狸藻（學名：Utricularia mirabilis）為狸藻屬多年生的小型食虫植物。其种加词“mirabilis”来源于拉丁文，意为“奇妙”和“非凡”。奇异狸藻为委内瑞拉的特有种，存在于其模式产地大坎普（Campo Grande）。其流水生于溪边的浅水中，分布海拔约为1500米。其花期和果期为12月。1986年，彼得·泰勒最先描述了奇异狸藻。

## 外部連結
维基共享资源上的相關多媒體資源：奇异狸藻
 維基物種上的相關：奇异狸藻